# Przewlekła choroba płuc
Przewlekła choroba płuc (ang. Chronic Lung Disease, CLD) – ciężka, jatrogenna choroba płuc, wywołana długotrwałą sztuczną wentylacją i wysokimi stężeniami tlenu, stwierdzana głównie u wcześniaków.
Charakteryzuje się koniecznością przewlekłej tlenoterapii powyżej 28 dnia życia i charakterystycznym obrazem RTG płuc. Jest też określana jako dysplazja oskrzelowo-płucna.

## Epidemiologia
Wystąpienie choroby silnie koreluje z wiekiem noworodka i długością stosowania sztucznej wentylacji. Młodszy wiek płodowy oraz większa długość wentylacji zwiększają ryzyko wystąpienie choroby.
Choroba występuje u 15% noworodków wentylowanych sztucznie ponad 3 tygodnie, ale już u 50% wcześniaków z masą urodzeniową poniżej 1000 g.

## Przyczyny
U podstaw choroby leży niedojrzałość funkcjonalna i morfologiczna płuc noworodka i dodatkowych czynników, zależnych od technologii sztucznej wentylacji, które nasilają stopień uszkodzenia płuc.
Są to:
- toksyczne działanie tlenu
- stosowanie wysokich ciśnień wdechowych wywołujących uraz ciśnieniowo-objętościowy
- zakażenia układu oddechowego
- niedobory energetyczne

## Objawy
- konieczność przewlekłej tlenoterapii
- przewlekła hiperkapnia
- duszność
- bronchospazm
- nadmierne wydzielania śluzu oskrzelowego
- nawracające zapalenia płuc
- niewydolność prawokomorowa serca

## Leczenie
- przewlekła tlenoterapia
- dieta wysokokaloryczna
- ograniczenie podaży płynów
- stosowanie leków moczopędnych i leków rozszerzających oskrzela
- zapobieganie infekcjom płuc
- fizykoterapia układu oddechowego

## Profilaktyka CLD
- zapobieganie porodom przedwczesnym
- kortykoterapia prenatalna
- wczesne podanie surfaktantu
- stosowanie nieinwazyjnych metod wspomagania oddychania (CPAP)
- zapobieganie zakażeniom
- karmienie mlekiem ludzkim[1]

## Rokowanie
Wystąpienie choroby może prowadzić do pojawienia się niewydolności oddechowej i astmy oskrzelowej w późniejszym okresie. W tej grupie chorych dzieci występuje też większa liczba nagłych zgonów oraz opóźnienie rozwoju psychomotorycznego.